# Patty Shepard
Patty Moran Shepard (Greenville, Carolina del Sur, Estados Unidos, 1 de octubre de 1945-Madrid, 3 de enero de 2013), conocida artísticamente como Patty Shepard, fue una actriz de cine estadounidense que trabajó fundamentalmente en la década de los setenta en España e Italia.

## Biografía
Nació en 1945 en los Estados Unidos, trasladándose a España con tan solo dieciocho años con su padre militar, destinado en la base estadounidense de Torrejón de Ardoz. Tras hacerse famosa como modelo en anuncios publicitarios de televisión, dio el salto a la gran pantalla con un pequeño papel en la película La ciudad no es para mí, cuyo papel principal era interpretado por Paco Martínez Soria.
Interpretó una serie de spaghetti westerns y películas de terror de bajo presupuesto; compartiendo cartel en varias ocasiones con el icono del terror español, Paul Naschy.
En 1967 contrajo matrimonio con el también actor Manuel de Blas.
Falleció el 3 de enero de 2013, a los sesenta y siete años, víctima de un infarto cardiaco.

## Filmografía
- La ciudad no es para mí (1966)
- Cita en Navarra (1967)
- Lucky, el intrépido (1967)
- El dedo del destino (1967)
- Sharon vestida de rojo (1968)
- Tinto con amor (1968)
- Cruzada en la mar (1968)
- Las panteras se comen a los ricos (1969)
- ¿Por qué te engaña tu marido? (1969)
- Carola de día, Carola de noche (1969)
- Un, dos, tres, al escondite inglés (1969)
- Saranda (1970)
- Las siete vidas del gato (1970)
- Los monstruos del terror (1970)
- Después de los nueve meses (1970)
- Golpe de mano (1970)
- Escalofrío diabólico (1971)
- El techo de cristal (1971)
- La noche de Walpurgis (1971)
- A mí las mujeres ni fu ni fa (1971)
- Les pétroleuses (1971)
- El monte de las brujas (1972)
- Timanfaya (1972)
- Mio caro assassino (1972)
- La casa sin fronteras (1972)
- Samrtno proleće (1973)
- El asesino está entre los trece (1973)
- La curiosa (1973)
- La tumba de la isla maldita (1973)
- Un hombre llamado Noon (1973)
- Un casto varón español (1973)
- Ella (1973)
- La violentas (1974)
- El refugio del miedo (1974)
- El talón de Aquiles (1974)
- Là dove non batte il sole (1974)
- La chica de Via Condotti (1974)
- Y si no, nos enfadamos (1974)
- El quinto jinete - episodio 10 - La renta espectral (cuento de Henry James) (1975)
- La ciudad quemada (1976)
- Curro Jiménez (1977)
- Todos me llaman 'Gato' (1980)
- Los diablos del mar (1982)
- Banter (1986)
- Descanse en piezas (1987)
- Slugs, muerte viscosa (1988)
- Al filo del hacha (1988)